# 마츠다 미유키
마쓰다 미유키(일본어: 松田 美由紀, 1961년 10월 6일 ~ )는 일본의 배우이다. 사진 작가로도 활동 중이다. 소속사인 오피스 사쿠의 대표 이사직을 맡고 있다.

## 출연 작품
- 지하야후루 무스비 (2018)
- 언젠가 이 사랑을 떠올리면 분명 울어버릴 것 같아 (2016)
- 지하야후루 하편 (2016)
- 지하야후루 상편 (2016)
- 저는 중입니다 (2015)
- 러브 앤 피스 (2015)
- 핫 로드 (2014)
- 소년, 소녀 그리고 바다 (2014)
- 왕과 나 (2012)
- 관제탑 (2011)
- 몬스터 클럽 (2011)
- 고이타니바시 (2011)
- 시부야 (2010)
- 범인에게 고한다 (2007)
- 세상은 가끔 아름답다 (2007)
- 도쿄 타워 (2007)
- 동물원 (2005)
- 장대 눕히기 (2003)
- 파코다테진 (2002)
- 클로에 (2001)
- 여름의 어느 날 (1999)
- 노래자랑 (1999)
- 오디션 (1999) - 아오야마 료코 역
- 고스트 대디 (1997)
- 긴다이치 고스케의 모험 (1979)